# Neustädtelita
La neustädtelita es un mineral, arseniato de bismuto y hierro, con hidroxilos, que fue descrito como una nueva especie mineral en muestras procedentes  de la mina Güldener Falk, Neustädtel, Schneeberg (Sajonia), Alemania, que consecuentemente es la localidad tipo. El nombre hace referencia a la localidad de origen.

## Propiedades físicas y químicas
La  neustädtelita es el análogo de la medenbachita, en el que el Fe3+ substituye al cobre. Generalmente contiene algo de cobalto, aunque si el cobalto predomina sobre el hierro en el lugar en el que se substituye al cobre, se trataría de otra especie, la cobaltoneustädtelita. Se encuentra como microcristales de un tamaño de décimas de milímetro, tabulares con desarrollo paralelo a {001}, formados habitualmente por tres pinacoides. Generalmente es de distintos tonos de marrón, aunque aparecen cristales muy oscuros, casi negros.

## Yacimientos
La neustädtelita es un mineral muy raro, formado por la alteración de minerales complejos con arsénico y bismuto, conocido en algunas localidades en la zona minera de Schneeberg, en Sajonia (Alemania), y en unas pocas más en el distrito de Lichtenberg, en Baviera (Alemania). En España, se ha encontrado en la mina San Nicolás, Valle de la Serena (Badajoz) y en la mina María Juana, Azuel, Cardeña (Córdoba).